# Géopoétique
 (novembre 2017).
Si vous disposez d'ouvrages ou d'articles de référence ou si vous connaissez des sites web de qualité traitant du thème abordé ici, merci de compléter l'article en donnant les références utiles à sa vérifiabilité et en les liant à la section « Notes et références ».
Albums de MC Solaar
Chapitre 7
(2007)
Singles
1. Sonotone
Sortie : 29 août 2017
2. EKSASSAUTE
Sortie : 30 janvier 2018
3. Aiwa
Sortie : 30 avril 2018
4. Les mirabelles
Sortie : 1er octobre 2018

Géopoétique est le huitième album studio de MC Solaar, sorti en 2017. C'est le premier album du rappeur en dix ans.

## Historique
Après la tournée de l'album Chapitre 7 sorti en 2007, Mc Solaar se retire pendant une dizaine d'années. Durant cette période, il s'occupe de sa famille, profite de la vie, voyage beaucoup et prend du recul. En 2015, après que deux musiciens l'aient appelé dans la semaine lui demandant ce qu'il faisait, il décide de se remettre au travail. Dans ses textes, il fait le point sur la société d'aujourd'hui, comme la vie au travail dans EKSASSAUTE et On se lève ou encore l'éducation des jeunes et la trap dans L'attrape-nigaud, ou encore un militant piégé dans ses idées dans La clé, ou bien le questionnement sur le temps qui passe à l'approche de la cinquantaine (il a 48 ans) dans Sonotone. Il confie à nouveau sa musique au duo de producteurs Black Rose Corporation, qui a déjà produit ses albums depuis 2000. Durant l'enregistrement, le rappeur est accompagné de son ami Bambi Cruz sur Zomné des zombies et sa protégée Maureen Angot sur plusieurs titres, dont J.A.Z.Z. et Super Gainsbarre.
Après une semaine d'exploitation, l'album est vendu à 26 758 exemplaires au total dont 20 152 en physique, 3 691 en téléchargements et 2 915 en équivalents streaming[réf. nécessaire].

## Listes des titres
| No  | Titre                                        | Auteur                                  | Compositeurs                  | Durée |
| --- | -------------------------------------------- | --------------------------------------- | ----------------------------- | ----- |
| 1.  | Intronisation                                | Claude M'Barali, Alain J. Etchart       | Alain J                       | 3:15  |
| 2.  | Sonotone                                     | M'Barali, Etchart, Eric Kroczynski      | Eric K-Roz                    | 3:49  |
| 3.  | L'attrape-nigaud                             | M'Barali, Eric Kroczynski               | Eric K-Roz                    | 3:57  |
| 4.  | Frozen Fire - Осторожно (feat. Julia Britte) | M'Barali, Etchart, Louis Couka          | Alain J, Louis Couka          | 3:14  |
| 5.  | Jane et Tarzan                               | M'Barali, Kroczynski                    | Eric K-Roz                    | 3:12  |
| 6.  | EKSASSAUTE                                   | M'Barali, Etchart                       | Alain J                       | 3:26  |
| 7.  | La clé                                       | M'Barali, Kroczynski                    | Eric K-Roz                    | 1:47  |
| 8.  | Les mirabelles                               | M'Barali, Etchart                       | Alain J                       | 4:04  |
| 9.  | Mephisto Iblis                               | M'Barali, Kroczynski                    | Eric K-Roz                    | 3:53  |
| 10. | J.A.Z.Z - Kiffez l'âme (feat. Maureen Angot) | M'Barali, Maureen Angot, Kroczynski     | Eric K-Roz                    | 2:51  |
| 11. | Super Gainsbarre (feat. Maureen Angot)       | M'Barali, Etchart, Eric Herbert-Suffrin | Alain J, Eric Herbert-Suffrin | 3:27  |
| 12. | I Need Gloves                                | M'Barali, Kroczynski                    | Eric K-Roz                    | 3:35  |
| 13. | Adam et Ève                                  | M'Barali, Etchart                       | Alain J                       | 4:17  |
| 14. | On se lève                                   | M'Barali, Kroczynski                    | Eric K-Roz                    | 3:16  |
| 15. | Zonmé des zombies (feat. Bambi Cruz)         | M'Barali, Gabriel Hoareau, Kroczynski   | Eric K-Roz                    | 2:15  |
| 16. | Aiwa                                         | M'Barali, Etchart, Couka                | Alain J, Louis Couka          | 3:03  |
| 17. | Géopoétique                                  | M'Barali, Etchart, Herbert-Suffrin      | Alain J, Eric Herbert-Suffrin | 4:04  |
| 18. | Pili-pili                                    | M'Barali, Kroczynski                    | Eric K-Roz                    | 2:48  |
| 19. | La venue du MC                               | M'Barali, Etchart, Guillaume Roussel    | Alain J, Guillaume Roussel    | 2:32  |

## Crédits
Informations incluses dans le livret de l'album
- MC Solaar : auteur-interprète
- Alain J. Etchart (Little Rock Production) : compositeur, réalisateur, claviers, talkbox, voix additionnelles
- Eric « K-Roz » Kroczynski : compositeur, réalisateur, enregistrement
- Louis Couka : compositeur, claviers, programmation additionnelle
- Eric Herbert-Suffrin : compositeur
- Maureen Angot : chant et chœurs
- Julia Brites : chant sur Frozen Fire - Осторожно
- Bambi Cruz : chant sur Zomné des zombies
- Guillaume Roussel : compositeur, violon, chœurs, arrangements et direction des cordes sur La venue du MC
- David Gnozzi et Fred N'Landu : mixage

## Ventes
L'album est certifié disque d'or, en France, le 17 novembre 2017 pour une équivalence de 50 000 ventes, puis disque de platine (100 000  ventes) le 4 janvier 2018 .

## Classements
| Classement                   | Meilleure position |
| ---------------------------- | ------------------ |
| France (SNEP)                | 2                  |
| Belgique (Wallonie Ultratop) | 3                  |
| Suisse (Schweizer Hitparade) | 14                 |